# Roman Mars
Roman Mars (né le 16 octobre 1974 à Oberlin, Ohio) est un producteur américain de radio. Il est le présentateur et le producteur de l'émission de radio et podcast 99% invisible sur les ondes de KALW.

## Carrière
En plus de son émission 99% invisible, il a aussi fondé le collectif Radiotopia qui fait partie des efforts pour diffuser de la radio qui dépasse les limites des conventions établies dans les radios publiques américaines. 
Il a également contribué à des programmes radiophoniques tels que Radiolab et Planet Money,.  Fast Company l'a identifié comme l'un des cent créateurs les plus créatifs (numéro 63) de 2013.  Vers 2004, il a produit un programme intitulé Invisible Ink  sur KALW. En juin 2017, Mars a lancé le podcast "Ce que Trump peut nous apprendre sur le droit pénal" avec Elizabeth Joh, professeur de droit constitutionnel à la faculté de droit de l'Université de Californie à Davis. 

### 99% Invisible
Mars et son émission qu'il a créée, 99% Invisible, ont été déclarés dans la presse grand public comme une forme innovante de production de radio et la définition d'un nouveau mouvement de la radio indépendante et du podcasting par des nouveaux créateurs,,. En 2016 Mars innove en utilisant le podcasting asynchrone avec Justin McElroy pour la création du premier épisode de "Trucs et astuces" (Smart Stuff en anglais) qui a commencé avec "Mon Frère, Mon Frère et Moi", dans l'épisode 316
et a été achevé '99% Invisible' dans l'épisode 225.

### Radiotopia
En partenariat avec la Knight Foundation et la Public Radio Exchange (PRX), Mars a également créé le collectif de podcast «Radiotopia». Public Radio Exchange a engagé Mars pour organiser un programme radiophonique appelé Remix, qui est associé à au moins 14 stations de radio publiques réparties dans les États-Unis. 

### Kickstarter
Mars est également connu pour avoir utilisé avec succès Kickstarter pour 99% Invisible, en amassant plus de 170 000 $, ce qui en fait le projet Kickstarter pour le journalisme le mieux financé et le deuxième projet Kickstarter le mieux financé dans toute la catégorie publication. 
En novembre 2013, la campagne de 99% Invisible saison 4 de Kickstarter a accueilli 11 693 contributeurs en collectant plus de 375 000 $. Le service de marketing de courriel MailChimp a fait don de 20 000 $ une fois que la campagne a atteint 10 000 commanditaires.  L'objectif initial de 150 000 $ a été atteint en 92 heures. 

#### Kickstarter 2014 pour Radiotopia
À la suite de ce succès, Mars a lancé une autre campagne Kickstarter pour construire la deuxième saison de Radiotopia, une collection de sept podcasts de contes. 
- 99% Invisible
- Fugitive Waves
- Love + Radio
- Radio Diaries
- Strangers
- Theory of Everything
- The Truth

Son objectif initial était de 250 000 $, qui a été atteint  en six jours.  Cependant, la campagne as plus que doublé son objectif initial, en atteignant 620 412 $ avec 21 808 commanditaires à la fermeture du Kickstarter, le 15 novembre 2014, ce qui en faisait le projet Kickstarter le plus financé dans les catégories publication, radio et podcast. L’objectif a été facilité par une offre de 25 000 dollars de Hover si la campagne réussissait à réunir 20 000 donateurs avec une contribution de 1$ ou plus. 
Radiotopia a ainsi atteint trois objectifs.  Son premier était d'ajouter trois podcasts hébergés par des femmes au collectif lorsque le Kickstarter a atteint 400 000 $, ce qui est arrivé le 2 novembre, 2014: 
- Criminal
- The Heart
- The Allusionist

Le deuxième objectif a été fixé à 425 000 USD pour l'organisation d'une soirées Radiotopia en 2015 à Los Angeles , San Francisco , Boston , New York , Dublin et Londres , ainsi que dans deux autres villes "ayant généré le plus de bruit sur Facebook et Twitter ". Cet objectif a été atteint en deux jours, soit le 4 novembre 2014 
Le troisième objectif a été fixé à 500 000 dollars et permettait à Radiotopia de fournir davantage de contenu, d’augmenter les salaires et les stages rémunérés.  Cet objectif a été atteint en cinq jours, soit le 9 novembre 2014 
Le quatrième objectif, fixé à 600 000 dollars, consistait à créer un fonds pour trouver de nouveaux producteurs et animateurs talentueux non découverts par la radio traditionnelle.  Un quatrième podcast, Mortified, a également été ajouté au collectif, ce qui augmente à 11 le nombre total de podcasts.  Le quatrième objectif a été atteint le 15 novembre 2014 